# چن ئی
چن ئی (یا چن یی) (زاده ۲۶ اوت ۱۹۰۱ – درگذشته ۶ ژانویه ۱۹۷۲) ژنرال و دولت‌مرد چینی، که از ۱۹۵۸ تا ۱۹۶۹، امور خارجهٔ چین را تحت کنترل داشت.